# Olympische Sommerspiele 1948/Leichtathletik – Weitsprung (Männer)

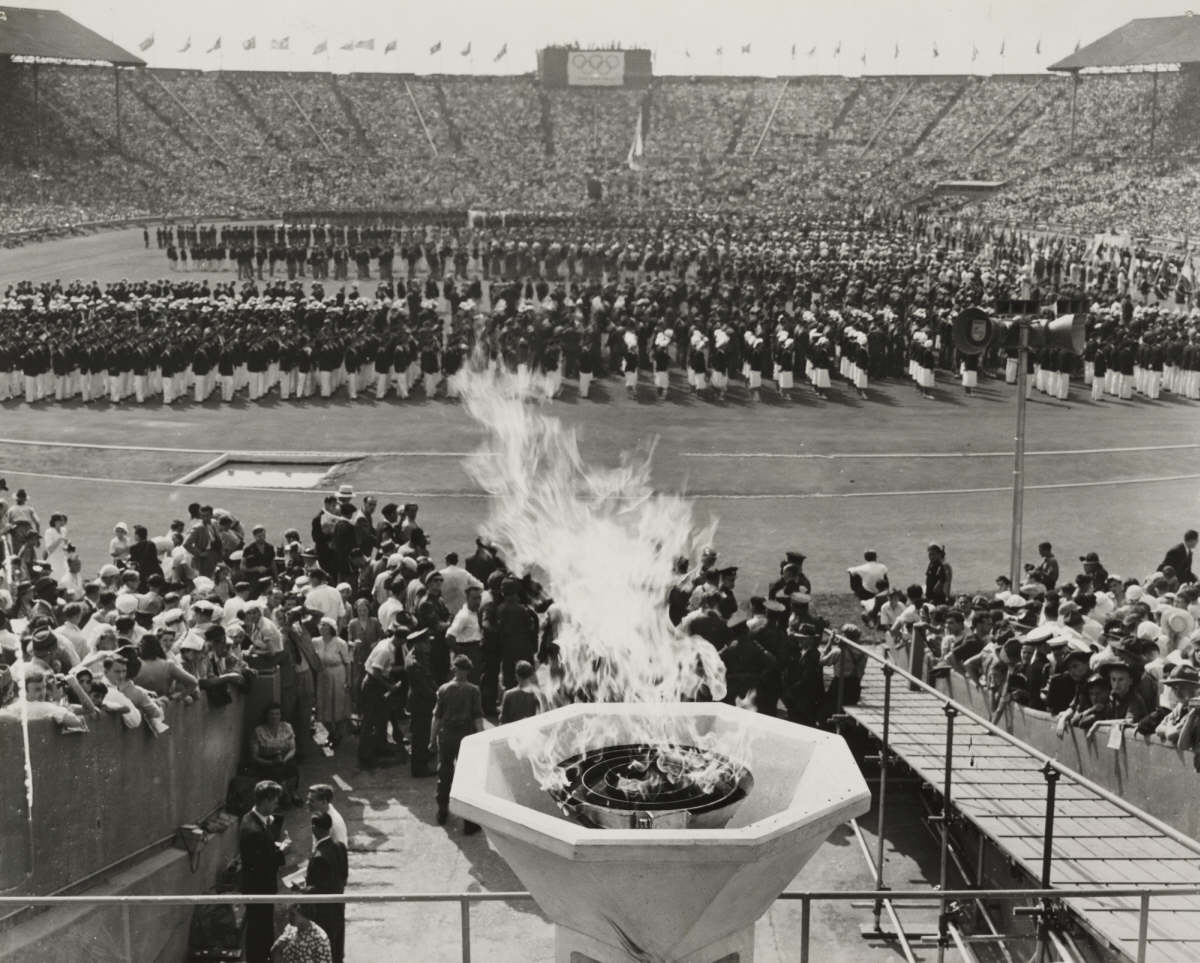
Eröffnungsfeier bei den Olympischen Spielen in London

Der Weitsprung der Männer bei den Olympischen Spielen 1948 in London wurde am 31. Juli 1948 im Wembley-Stadion ausgetragen. 21 Athleten nahmen teil.
Olympiasieger wurde der US-Amerikaner Willie Steele. Er gewann vor dem Australier Theo Bruce und dem US-Amerikaner Herb Douglas.

## Bestehende Rekorde
| Weltrekord              | 8,13 m  | Jesse Owens ( USA)     | Ann Arbor, Japan               | 25. Mai 1935 |
| Olympischer Rekord (OR) | 7,765 m | Robert LeGendre ( USA) | Fünfkampf OS Paris, Frankreich | 7. Juli 1924 |

Anmerkung zum olympischen Rekord:

Jesse Owens Sprung auf 8,06 m bei den Olympischen Spielen 1936 in Berlin war von zu starkem Wind unterstützt und konnte nicht in Rekord- oder Bestenlisten aufgenommen werden. Somit hatte Robert LeGendres Weite von 7,765 m – erzielt bei den Olympischen Spielen 1924 im Fünfkampf – weiterhin Gültigkeit als OR. In einigen Sekundärquellen wurde Jesse Owens Weite von 1936 zu Unrecht als OR benannt. Der bis 1948 bestehende OR LeGendres wurde dann im Finale durch den Sieger William Samuel Steele mit 7,825 m verbessert.

## Durchführung des Wettbewerbs
Die Teilnehmer traten am 31. Juli zu einer Qualifikationsrunde an. Als Qualifikationsweite für das Finale am selben Tag waren 7,20 Meter gefordert, die von vier Springern – hellblau unterlegt – erreicht oder übertroffen wurde. Das Finalfeld wurde auf Grundlage der in der Qualifikation erzielten Weiten mit acht weiteren Wettbewerbern – hellgrün unterlegt – auf zwölf Athleten aufgefüllt.

## Legende
Kurze Übersicht zur Bedeutung der Symbolik – so üblicherweise auch in sonstigen Veröffentlichungen verwendet:
| – | verzichtet |
| x | ungültig   |

## Qualifikation
31. Juli 1948, 11:00 Uhr

### Gruppe A
| Platz | Name                          | Nation           | Resultat | 1. Versuch | 2. Versuch | 3. Versuch |
| ----- | ----------------------------- | ---------------- | -------- | ---------- | ---------- | ---------- |
| 1     | Herb Douglas                  | USA              | 7,24 m   | 7,24 m     | –          | –          |
| 2     | Theo Bruce                    | Australien       | 7,20 m   | 7,20 m     | –          | –          |
| 3     | Enrique Kistenmacher          | Argentinien      | 7,18 m   | 7,18 m     | x          | 7,10 m     |
| 4     | Harry Askew                   | Großbritannien   | 7,14 m   | 7,14 m     | 6,81 m     | 7,07 m     |
| 5     | Adegboyega Folaranmi Adedoyin | Großbritannien   | 7,13 m   | 7,13 m     | 7,03 m     | 6,96 m     |
| 6     | Edward Adamczyk               | Polen            | 7,03 m   | 5,07 m     | 7,03 m     | 7,03 m     |
| 7     | Georges Damitio               | Frankreich       | 6,98 m   | 6,98 m     | 6,77 m     | 6,61 m     |
| 8     | Jaroslav Fikejz               | Tschechoslowakei | 6,86 m   | 6,56 m     | 6,86 m     | 6,79 m     |
| 9     | Kyros Marinis                 | Griechenland     | 6,75 m   | x          | x          | 6,75 m     |
| 10    | Kim Won-kwon                  | Südkorea         | 6,71 m   | 6,71 m     | x          | x          |
| 11    | Jorge Aguirre                 | Mexiko           | 5,91 m   | 5,91 m     | x          | x          |
| DNS   | George Avery                  | Australien       |          |            |            |            |
| DNS   | Lionel Fournier               | Kanada           |          |            |            |            |

### Gruppe B
| Platz | Name                  | Nation           | Resultat | 1. Versuch | 2. Versuch | 3. Versuch |
| ----- | --------------------- | ---------------- | -------- | ---------- | ---------- | ---------- |
| 1     | Willie Steele         | USA              | 7,78 m   | 7,78 m     | –          | –          |
| 2     | Lorenzo Wright        | USA              | 7,53 m   | 7,53 m     | –          | –          |
| 3     | Felix Würth           | Österreich       | 7,08 m   | 6,98 m     | 6,95 m     | 7,08 m     |
| 4     | Harry Whittle         | Großbritannien   | 6,56 m   | 7,03 m     | 7,03 m     | 6,93 m     |
| 5     | Baldev Singh          | Indien           | 7,00 m   | x          | 7,00 m     | 6,78 m     |
| 6     | Jean Studer           | Schweiz          | 6,94 m   | 6,82 m     | 6,88 m     | 6,94 m     |
| 7     | Finnbjörn Þorvaldsson | Island           | 6,89 m   | x          | x          | 6,89 m     |
| 8     | Álvaro Dias           | Portugal         | 6,86 m   | 6,46 m     | 6,78 m     | 6,86 m     |
| 9     | Charles Thompson      | Britisch-Guayana | 6,58 m   | 6,58 m     | –          | –          |
| NM    | Gallage Peiris        | Ceylon           | ogV      | x          | x          | x          |
| DNS   | Jack Parry            | Kanada           |          |            |            |            |
| DNS   | Peter Mullins         | Australien       |          |            |            |            |
| DNS   | Geraldo de Oliveira   | Brasilien        |          |            |            |            |
| DNS   | René Valmy            | Frankreich       |          |            |            |            |

## Finale
31. Juli 1948, 16:45 Uhr
Anmerkungen:

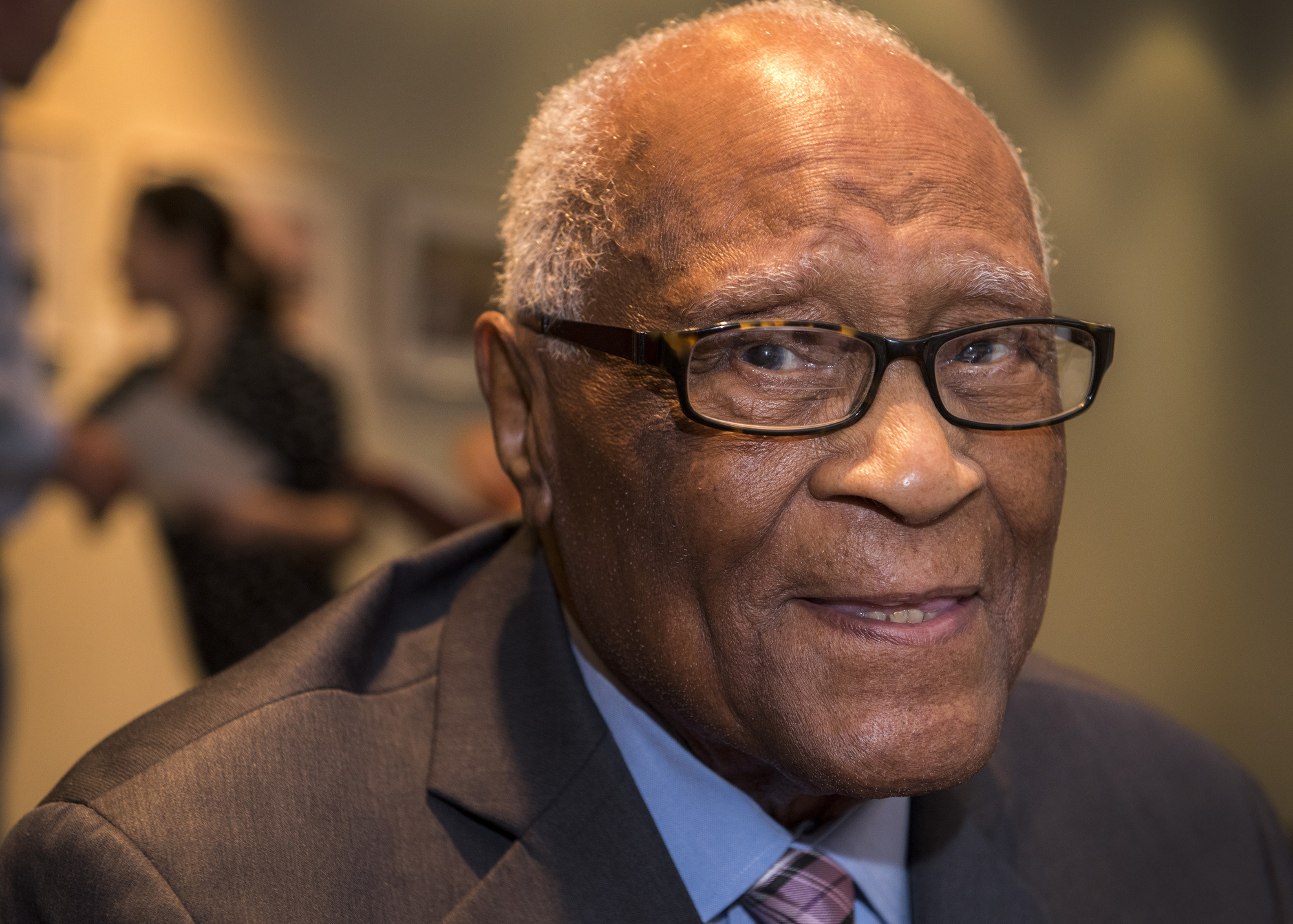
Bronzemedaillengewinner Herb Douglas (hier im Jahr 2018)

- Abgesehen vom Olympiasieger Willie Steele (1. Versuch: 7,825 m / 2. Versuch: 7,680 m / alle weiteren Versuche ausgelassen) sind die Versuchsserien der Finalisten unbekannt. Von allen weiteren Finalteilnehmern sind nur die Bestweiten übermittelt.
- Es wurde im britischen System (Fuß, Inch) gemessen, daher sind auch halbe Zentimeter angegeben.

| Platz | Name                          | Nation         | Weite   | Anmerkung |
| ----- | ----------------------------- | -------------- | ------- | --------- |
| 1     | Willie Steele                 | USA            | 7,825 m | OR        |
| 2     | Theo Bruce                    | Australien     | 7,555 m |           |
| 3     | Herb Douglas                  | USA            | 7,545 m |           |
| 4     | Lorenzo Wright                | USA            | 7,450 m |           |
| 5     | Adegboyega Folaranmi Adedoyin | Großbritannien | 7,270 m |           |
| 6     | Georges Damitio               | Frankreich     | 7,070 m |           |
| 7     | Harry Whittle                 | Großbritannien | 7,030 m |           |
| 8     | Felix Würth                   | Österreich     | 7,000 m |           |
| 9     | Harry Askew                   | Großbritannien | 6,935 m |           |
| 10    | Enrique Kistenmacher          | Argentinien    | 6,800 m |           |
| 11    | Edward Adamczyk               | Polen          | 6,735 m |           |

Im Finale, bei dem der Inder Baldev Singh nicht antrat, galt Willie Steele (USA) als Topfavorit. Er hatte allerdings bereits in der Vorbereitungsphase immer wieder mit Verletzungen zu kämpfen. In der Qualifikation trat dann eine an sich bereits verheilte Achillessehnenverletzung wieder auf, die äußerst schmerzhaft war. Steele erreichte dennoch problemlos das Finale, machte hier aber nur zwei Sprünge und musste auf weitere Versuche verzichten. Seine Gegner schafften es nicht, Steeles Weite zu übertreffen. Auch die Weite seines zweiten Versuchs – er sprang 7,680 m – hätte für die Goldmedaille gereicht.
Im elften olympischen Wettkampf sprang Willie Steele zur zehnten US-Goldmedaille.

Von 33 Medaillen gewannen US-Springer alleine 21.

Theo Bruce gewann die erste Medaille für Australien im Weitsprung.

## Video
- The Olympic Games (1948) | BFI National Archive, Bereich 0:48 min bis 1:05 min, youtube.com, abgerufen am 25. Juli 2021